# Lądowisko Wrocław-Uniwersytecki Szpital Kliniczny
Lądowisko Wrocław-Uniwersytecki Szpital Kliniczny – lądowisko sanitarne we Wrocławiu, w województwie dolnośląskim, położone przy ul. Borowskiej 213. Przeznaczone jest do wykonywania startów i lądowań śmigłowców sanitarnych i ratowniczych w dzień i w nocy o dopuszczalnej masie startowej do 5700 kg.
Zarządzającym lądowiskiem jest Uniwersytecki Szpital Kliniczny im. Jana Mikulicza-Radeckiego we Wrocławiu. W roku 2011 zostało wpisane do ewidencji lądowisk Urzędu Lotnictwa Cywilnego pod numerem 79